# Paul Haviland

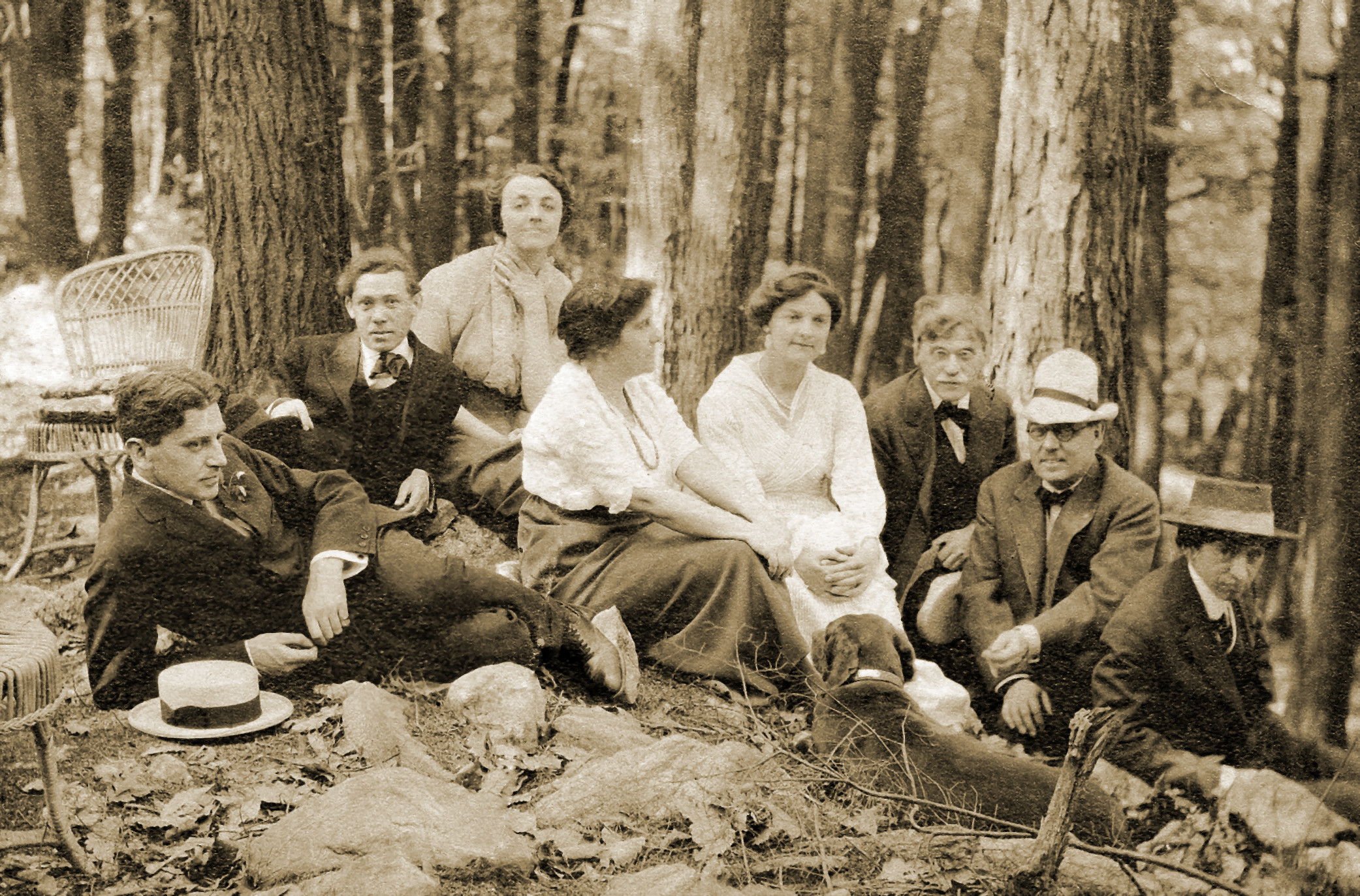
Artiesten op Mount Kisko, links Paul Haviland, 3e van rechts Stieglitz, rechts John Marin, 1912

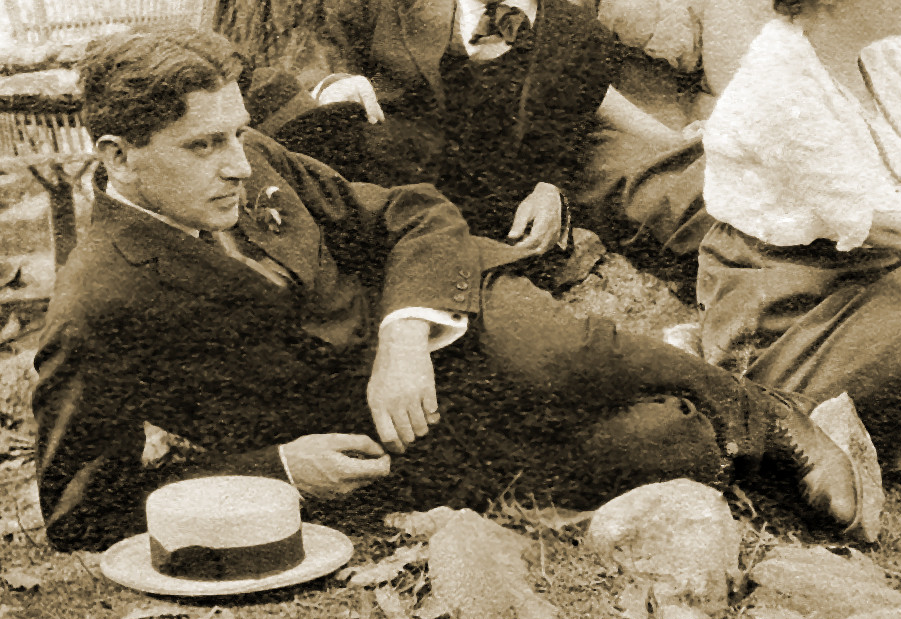
Paul Haviland (detail van foto boven), 1912

Paul Burty Haviland (Parijs, 17 juni 1880 – aldaar, 21 december 1950) was een Frans-Amerikaans fotograaf. Hij wordt gerekend tot het picturalisme.

## Leven en werk
Haviland werd geboren als zoon van een welgestelde porseleinfabrikant en de dochter van een bekende criticus Hij groeide op te midden van kunst, muziek en theater, studeerde aan de Universiteit van Parijs en van 1899 tot 1902 aan de Harvard-universiteit in de Verenigde Staten. Daarna werkte hij in New York als een vertegenwoordiger van zijn vaders onderneming. Samen met zijn broer en kunstschilder Frank besteedde hij echter steeds meer tijd aan de kunst, hijzelf meer in het bijzonder aan de fotografie.
In 1908 ontmoette Haviland tijdens een expositie van Auguste Rodin de beroemde fotograaf Alfred Stieglitz. Er ontspon zich tussen hen beide een intensieve vriendschap, waarbij veel gediscussieerd werd over moderne kunst. Haviland werd lid van de fotoclub Photo-Secession en vanaf 1909 publiceerde hij diverse foto’s in Stieglitz’ befaamde fototijdschrift Camera Work. Ook schreef hij er ook met regelmaat columns in. In diezelfde periode had hij een aantal succesvolle exposities, onder andere in Stieglitz’ “Gallery 291”. In 1913 publiceerde hij met Marius de Zayas een toonaangevende essaybundel over moderne kunst: "A Study of the Modern Evolution of Plastic Expression (New York, 1913)." In 1915 begon hij, opnieuw met De Zayas, een eigen kunsttijdschrift onder de naam “291”.
In 1916 werd Haviland door zijn vader teruggeroepen naar Frankrijk om in diens zaak te komen werken. Hij huwde met Suzanne Lalique, dochter van de beroemde art nouveau glaskunstenaar René Lalique. Nadat zijn vader in 1922 overleed was hij zo druk met zaken dat hij weinig tijd meer overhield voor de kunst. Hij bleef nog wel een tijd corresponderen met Stieglitz maar keerde nooit meer naar New York terug. Hij overleed in 1950 te Parijs en werd begraven op zijn landgoed in Yzeures-sur-Creuse.

## Galerij

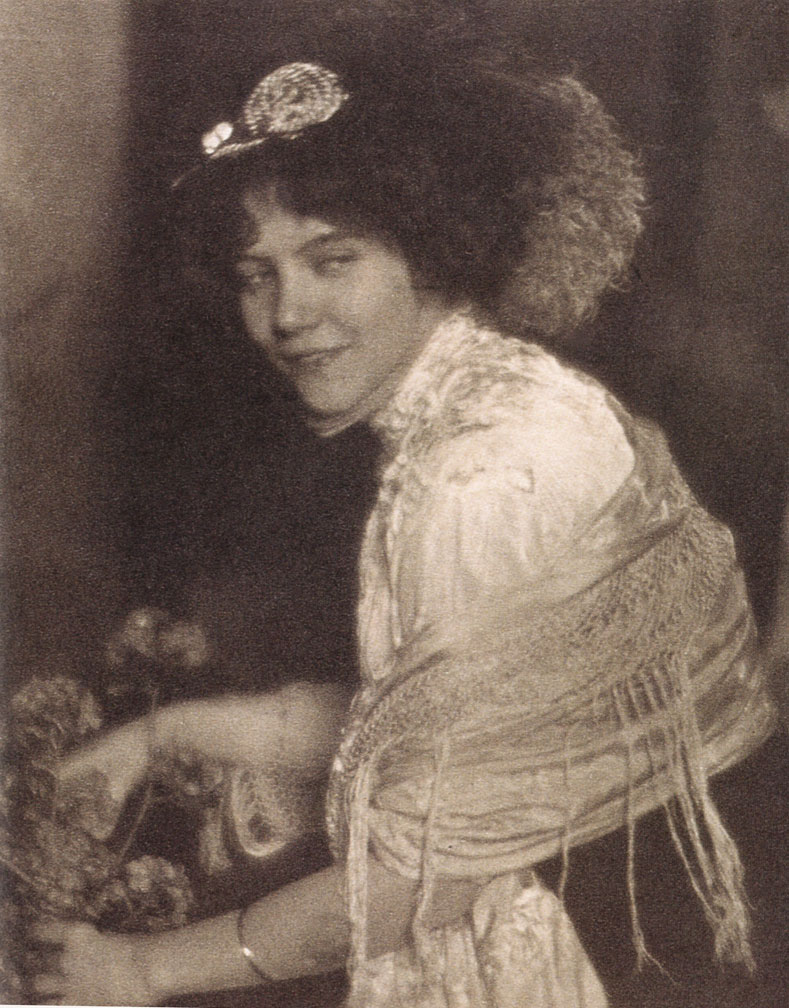
Miss G.G., Camera Work, 1909
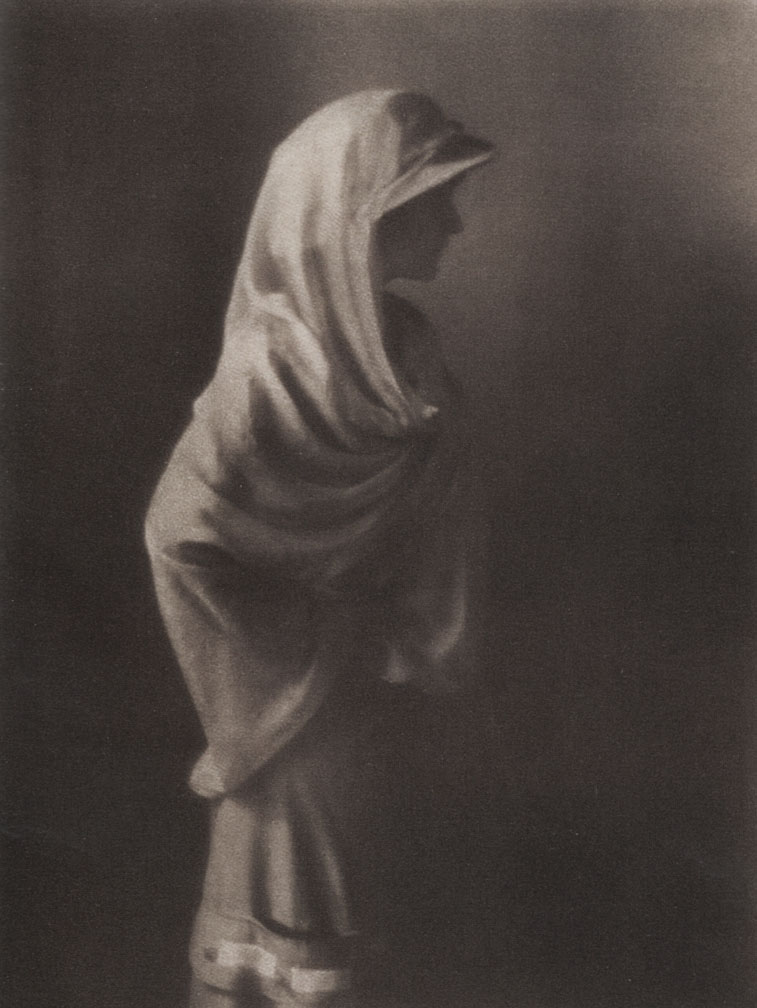
Doris Keane, Camera Work 1912
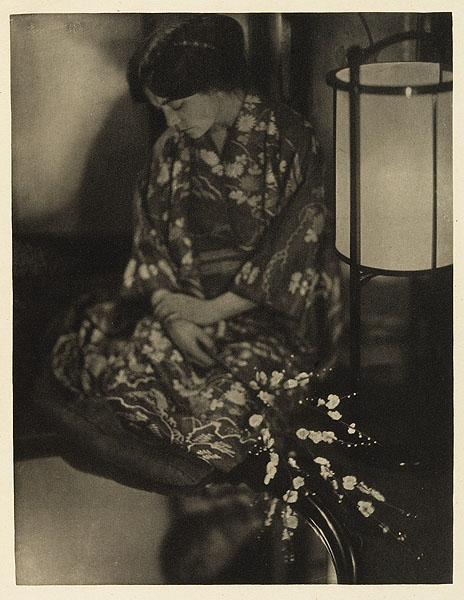
The Japanese Lantern, Camera Work 1912
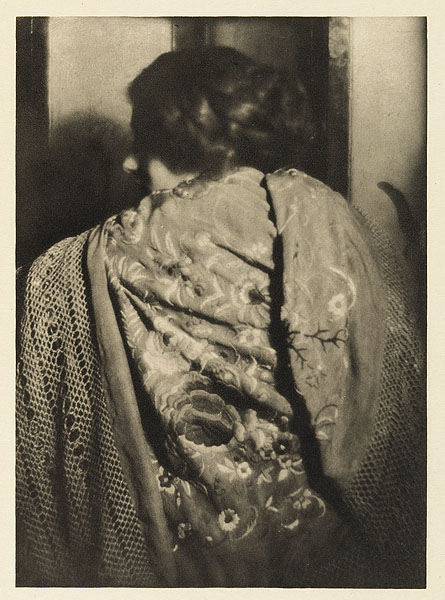
The Spanish shawl, Camera Work 1912
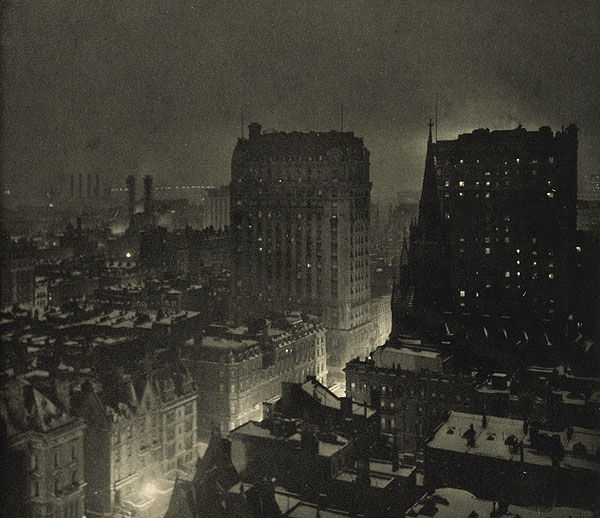
New York at Night, Camera Work, 1914